# تقويم هجري شمسي
16 يونيو
2025م
20 ذو الحجة 1446 هـ
26 جوزاء
1404 (هـ ش)

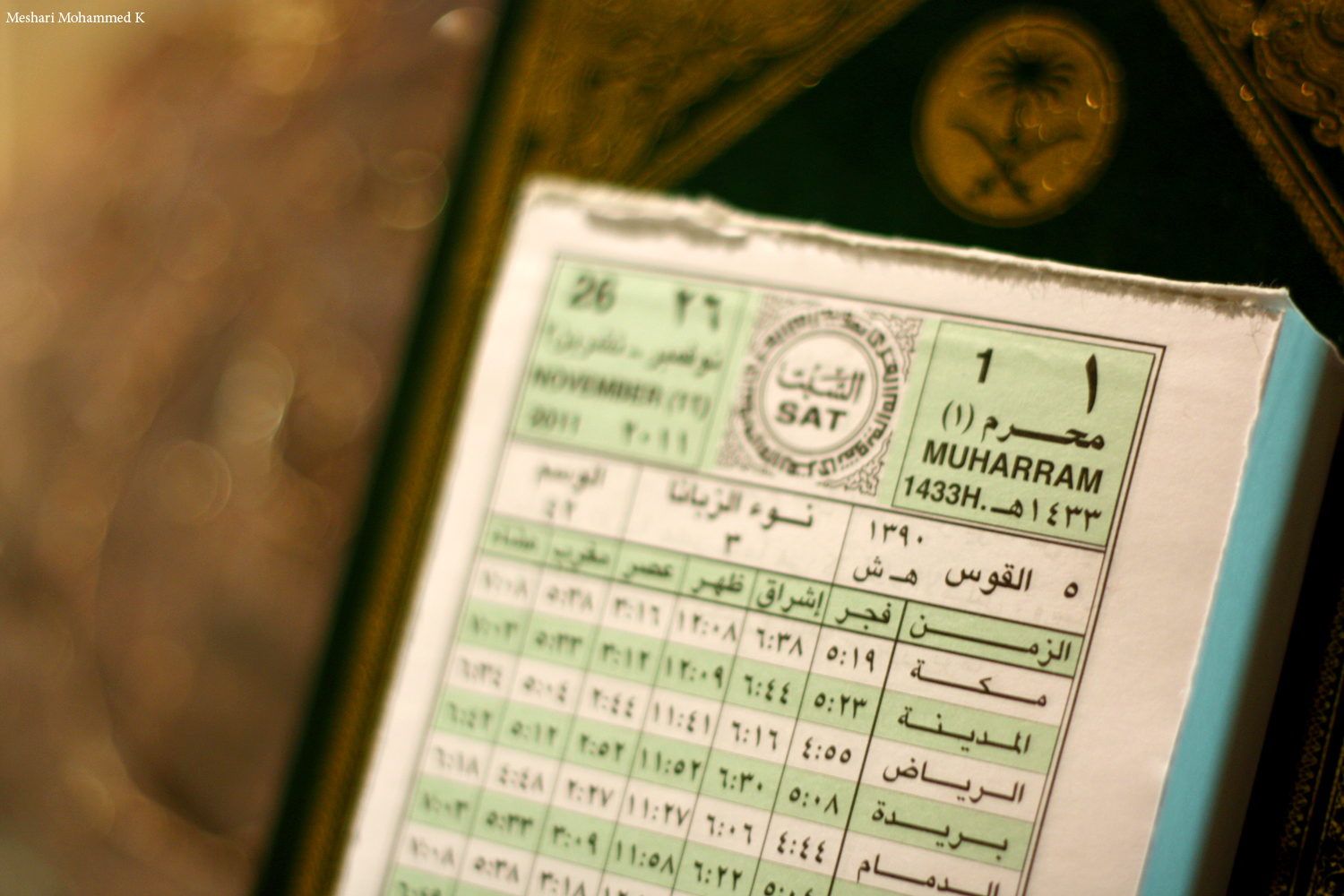
أجندة عليها التاريخ الهجري الشمسي بالعربية

التقويم الهجري الشمسي (بالأردية: شمسی ہجری تقویم، بالفارسية: گاه‌شمار هجری خورشیدی، بالبشتونية: لمريز لېږدیز کلیز) ويسمى أيضا التقويم الجلالي نسبةً لجلال الدولة ملك شاه سلطان السلاجقة. وهو تقويم مداره الأبراج الفلكية التي تمر فيها الشمس حيث إن لكل برج فلكي 30 درجة قوسیة على مسار الشمس، والشمس تمر في برج واحد في كل شهر شمسي وهو بذلك يختلف اختلافًا طفيفًا عن التقويم الغريغوري الذي يعتمد على الاعتدال الربيعي بالأساس ولذا فدقة التقويم الهجري الشمسي أعلى من التقويم الميلادي حيث تبلغ نسبة الخطأ فيه يوم واحد فقط لكل 3.8 مليون سنة في مقابل نسبة الخطأ في التقويم الميلادي البالغة يوم واحد لكل 3300 سنة والخطأ الوارد هنا يختلف عن السنة الكبيسة حيث إن كلا التقويمين بهما سنة كبيسة.
التقويم الهجري الشمسي مكون من 365 يوم في السنة البسيطة و 366 يوماً في سنته الكبيسة ومبدأه سنة هجرة النبي محمد  وأول يوم في هذا التقويم حسب التقويم الفارسي والسعودي هو نقطتي الاعتدال الفلكية.
- التقويم الفارسي يتخذ من الاعتدال الربيعي بدايةً له فاليوم بالتقويم الهجري الشمسي الإيراني هو: 26 جوزاء 1404 (هـ ش).
- تقويم أم القرى السعودي يتخذ من الاعتدال الخريفي بدايةً له فاليوم بالتقويم الهجري الشمسي المعتمد في أم القرى (السعودي) هو: 26 الجوزاء 1403هـ ش أم القرى.

## خلفية
واضع هذا التقويم هو العالم المسلم عمر الخيام بمعاونة سبعة من علماء الفلك. وتستخدمه ثلاث دول جمهوريّة إيران الإسلاميّة وأفغانستان والمملكة العربية السعودية واستخدم بعض الأحايين من قبل الدولة العثمانية، وهو يعتبر التقويم الثاني في كردستان، وجزء من تقويم أم القرى لتحديد فصول شمسية للسنة.

### الفرق بين التقويم الهجري الشمسي المعتمد في السعودية والمعتمد في إيران
- تبدأ سنة التقويم الهجري الشمسي في السعودية وفقًا لتقويم أم القرى كل عام في يوم 23 سبتمبر ميلادي الموافق لـ 1 الميزان وهو بداية فصل الخريف، والذي يوافق اليوم الثاني لوصول الرسول  إلى المدينة المنورة حيث دخلها يوم الجمعة 12 ربيع الأول،[3][4] سنة 1 هـ الموافق 24 سبتمبر سنة 622م،.[5]
- بينما تبدأ السنة في التقويم الإيراني الفارسي في 21 مارس الميلادي الموافق لـ 1 الحمل وهو يوم عيد النوروز في بداية فصل الربيع.
- الأشهر من الميزان إلى الحوت تكون في نفس السنة في كلا التاريخين بينما الأشهر التي بين الحمل والسنبلة فيكون التقويم الإيراني متقدمًا سنةً عن التقويم السعودي الممثل بتقويم أم القرى.

| ترتيب الشهر حسب تقويم أم القرى | ترتيب الشهر حسب التقويم الإيراني | عدد الأيام | الاسم             | الاسم               | التاريخ الميلادي الموافق | فصل    |
| ترتيب الشهر حسب تقويم أم القرى | ترتيب الشهر حسب التقويم الإيراني | عدد الأيام | بالفارسية (إیران) | بالعربية (السعودية) | التاريخ الميلادي الموافق | فصل    |
| ------------------------------ | -------------------------------- | ---------- | ----------------- | ------------------- | ------------------------ | ------ |
| الشهر الأول                    | 7                                | 30         | مهر               | المیزان             | 23 سبتمبر – 22 أكتوبر    | الخريف |
| 2                              | 8                                | 30         | آبان              | العقرب              | 23 أكتوبر – 21 نوفمبر    | الخريف |
| 3                              | 9                                | 30         | آذر               | القوس               | 22 نوفمبر – 21 ديسمبر    | الخريف |
| 4                              | 10                               | 30         | دی                | الجَدْي               | 22 ديسمبر – 20 يناير     | الشتاء |
| 5                              | 11                               | 30         | بهمن              | الدلو               | 21 يناير – 19 فبراير     | الشتاء |
| 6                              | 12                               | 29-30      | اسفند             | الحوت               | 20 فبراير – 20 مارس      | الشتاء |
| 7                              | الشهر الأول                      | 31         | فروردین           | الحمل               | 21 مارس – 20 أبريل       | الربيع |
| 8                              | 2                                | 31         | اردیبهشت          | الثور               | 21 أبريل – 21 مايو       | الربيع |
| 9                              | 3                                | 31         | خرداد             | الجَوزاء             | 22 مايو – 21 يونيو       | الربيع |
| 10                             | 4                                | 31         | تیر               | السرطان             | 22 يونيو – 22 يوليو      | الصيف  |
| 11                             | 5                                | 31         | مرداد             | الأسد               | 23 يوليو – 22 أغسطس      | الصيف  |
| 12                             | 6                                | 31         | شهریور            | السُنبُلة             | 23 أغسطس – 22 سبتمبر     | الصيف  |

### السعودية
حدد في 25 ذو الحجة 1437هـ اليوم الخامس من كل برج هجري شمسي موعداً لتحويل الرواتب إلى الحسابات البنكية للموظفين الحكوميين (لتخفيض رواتب الموظفين بنسبة 3% بشكل غير مباشر).
في يوم 19 ربيع الثاني 1439 هـ تم العدول إلى استخدام 27 من كل شهر ميلادي موعدًا للراتب عوضًا عن التاريخ الهجري الشمسي، أما إذا وافق يوم 27 من الشهر الميلادي يوم الجمعة يكون يوم الصرف يوم الخميس الذي قبله.
وفي حال وافق يوم 27 من الشهر الميلادي يوم السبت يكون يوم الصرف يوم الأحد الذي بعده

### إيران
تصرف رواتب الموظفين في اليوم 26 من كل شهر هجري شمسي.

## الأشهر
مقسمة على 12 شهراً، الأشهر الستة الأولى منه تكون 31 يوماً والخمسة أشهر التي تليها تكون 30 يوماً، أما الشهر الأخير أي الشهر الثاني عشر فيكون 29 يوماً في السنة البسيطة و 30 يوماً في السنة الكبيسة، تبدأ السنة الشمسية في الاعتدال الربيعي يوم 21 مارس حسب التقويم الغریغوري الميلادي غالبا وفي بعض السنوات في ‌20 مارس الميلادي حسب تطور الكبيسة، ويدعى ذلك اليوم بيوم النوروز.
أشهر التقويم الهجري الشمسي هي على التوالي:
| ترتيب الشهر حسب تقويم أم القرى | ترتيب الشهر حسب التقويم الإيراني | عدد الأيام | الاسم             | الاسم                 | الاسم               | الاسم     | الاسم               | التاريخ الميلادي الموافق | فصل    |
| ترتيب الشهر حسب تقويم أم القرى | ترتيب الشهر حسب التقويم الإيراني | عدد الأيام | بالفارسية (إیران) | بالفارسية (أفغانستان) | بالپشتو (أفغانستان) | بالكردية  | بالعربية (السعودية) | التاريخ الميلادي الموافق | فصل    |
| ------------------------------ | -------------------------------- | ---------- | ----------------- | --------------------- | ------------------- | --------- | ------------------- | ------------------------ | ------ |
| 7                              | 1                                | 31         | فروردین           | حَمَل                   | وری                 | خاکه‌لێوه  | الحمل               | 21 مارس – 20 أبريل       | الربيع |
| 8                              | 2                                | 31         | اردیبهشت          | ثور                   | غویی                | گوڵان     | الثور               | 21 أبريل – 21 مايو       | الربيع |
| 9                              | 3                                | 31         | خرداد             | جَوزا                  | غبرګولی             | جۆزەردان  | الجَوزاء             | 22 مايو – 21 يونيو       | الربيع |
| 10                             | 4                                | 31         | تیر               | سرطان                 | چنګاښ               | پووشپەڕ   | السرطان             | 22 يونيو – 22 يوليو      | الصيف  |
| 11                             | 5                                | 31         | مرداد             | اسد                   | زمری                | گەلاوێژ   | الأسد               | 23 يوليو – 22 أغسطس      | الصيف  |
| 12                             | 6                                | 31         | شهریور            | سُنبُله                 | وږی                 | خەرمانان  | السُنبُلة             | 23 أغسطس – 22 سبتمبر     | الصيف  |
| 1                              | 7                                | 30         | مهر               | میزان                 | تله                 | ڕەزبەر    | المیزان             | 23 سبتمبر – 22 أكتوبر    | الخريف |
| 2                              | 8                                | 30         | آبان              | عقرب                  | لړم                 | خەزەڵوەر  | العقرب              | 23 أكتوبر – 21 نوفمبر    | الخريف |
| 3                              | 9                                | 30         | آذر               | قوس                   | لیندۍ               | سەرماوەز  | القوس               | 22 نوفمبر – 21 ديسمبر    | الخريف |
| 4                              | 10                               | 30         | دی                | جَدْی                   | مرغومی              | بەفرانبار | الجَدْي               | 22 ديسمبر – 20 يناير     | الشتاء |
| 5                              | 11                               | 30         | بهمن              | دلو                   | سلواغه              | ڕێبەندان  | الدلو               | 21 يناير – 19 فبراير     | الشتاء |
| 6                              | 12                               | 29-30      | اسفند             | حوت                   | کب                  | رەشەمە    | الحوت               | 20 فبراير – 20 مارس      | الشتاء |

## السنة الكبيسة
يضاف يوم إلى السنة كل أربعة سنوات وتعرف بالسنة الكبيسة (بسبب 5 ساعات و48 دقيقة إضافية في كل سنة) وتحسب السنة الكبيسة أحيانا بعد 5 سنوات (لعدم اكتمال الساعات الإضافية إلى 6 ساعات أي ربع يوم) مما يزيد دقة التقويم الهجري الشمسي مقارنة بأي تقويم آخر.

## أعياد مرتبطة بالتقويم الاٍيراني
- الأربعاء الأحمر
- نيروز

## وصلات خارجیة
- الموقع الرسمي لتقويم أم القرى